# Mauri Peltokangas
Mauri Peltokangas (né le 11 février 1966 à Kokkola) est un homme politique finlandais qui représente les Vrais Finlandais. 
Il est élu député lors des élections législatives finlandaises de 2019 représentant les Vrais Finlandais pour la circonscription de Vaasa en Ostrobotnie centrale.

## Résultats électoraux
| Élections kegislatives |                 |        |          |       |
| Année                  | Circonscription | Voix   | Résultat |       |
| 2019                   | Vaasa           | 13 114 | élu      | [ 2 ] |
| Élections municipales  |                 |        |          |       |
| Année                  | Circonscription | Voix   | Résultat |       |
| 2012                   | Kaustinen       | 24     | réserve  | [ 3 ] |
| 2017                   | Kaustinen       | 46     | élu      | [ 4 ] |